# Chamarea capensis
Chamarea capensis là một loài thực vật có hoa trong họ Hoa tán. Loài này được (Thunb.) Eckl. & Zeyh. mô tả khoa học đầu tiên năm 1837.